# Kensaku Ōmori
Kensaku Ōmori (jap. 大森 健作, Ōmori Kensaku; * 21. November 1975 in Seiyo, Präfektur Ehime) ist ein ehemaliger japanischer Fußballspieler.

## Nationalmannschaft
Mit der japanischen Nationalmannschaft qualifizierte er sich für die Junioren-Fußballweltmeisterschaft 1995.

## Errungene Titel
- J. League: 1995
- Kaiserpokal: 1997
- J. League Cup: 1997